# Col d'Hermanpaire
Le col d'Hermanpaire est un col des Vosges à 608 m d'altitude et situé entre les communes de La Petite-Fosse et Ban-de-Sapt.